# Liga de Honra de 1991–92
A edição de 1991-1992 da Liga de Honra foi a segunda edição deste escalão do futebol português.
Esta foi também a primeira edição disputada por 18 clubes, menos dois do que na edição anterior.
O Sporting de Espinho foi o campeão desta segunda edição da Liga de Honra. O Belenenses e o Tirsense juntaram-se ao clube de Espinho na promoção à Primeira Divisão.
Portimonense, Académico de Viseu e Olhanense foram despromovidos para a II Divisão.

## Equipas
| Equipa                 | Treinador          | Estádio                              | Cidade               |
| ---------------------- | ------------------ | ------------------------------------ | -------------------- |
| Tirsense               | Rodolfo Reis       | Estádio Abel Alves de Figueiredo     | Santo Tirso          |
| Vitória de Setúbal     | Professor Neca     | Estádio do Bonfim                    | Setúbal              |
| Estrela da Amadora     | Jesualdo Ferreira  | Estádio José Gomes                   | Amadora              |
| Belenenses             | Abel Braga         | Estádio do Restelo                   | Lisboa               |
| Nacional               | Eurico Gomes       | Estádio dos Barreiros                | Funchal              |
| Académico de Viseu     | Carlos Alhinho     | Estádio do Fontelo                   | Viseu                |
| Benfica Castelo Branco | Carlos Cardoso     | Estádio Municipal Vale do Romeiro    | Castelo Branco       |
| Académica de Coimbra   | José Rachão        | Estádio Municipal de Coimbra         | Coimbra              |
| Leixões                | Manuel Barbosa     | Estádio do Mar                       | Matosinhos           |
| Portimonense           | Pablo Centrone     | Estádio Municipal de Portimão        | Portimão             |
| União de Leiria        | Amândio Barreiras  | Estádio Dr. Magalhães Pessoa         | Leiria               |
| Feirense               | Henrique Nunes     | Estádio Marcolino de Castro          | Santa Maria da Feira |
| Sporting de Espinho    | Quinito            | Estádio Comendador Manuel Violas     | Espinho              |
| Desportivo das Aves    | Ferreirinha        | Estádio do Clube Desportivo das Aves | Vila das Aves        |
| Louletano              | Mário Nunes        | Estádio Municipal de Loulé           | Loulé                |
| Ovarense               | Manuel Fernandes   | Estádio Marques da Silva             | Ovar                 |
| Rio Ave                | Augusto Inácio     | Estádio dos Arcos                    | Vila do Conde        |
| Olhanense              | Ricardo Formosinho | Estádio José Arcanjo                 | Olhão                |

## Classificação Final
| Pos | Equipa                 | J  | V  | E  | D  | GM | GS | Diff | Pts | Qualificação/Despromoção |
| --- | ---------------------- | -- | -- | -- | -- | -- | -- | ---- | --- | ------------------------ |
| 1   | Sporting de Espinho    | 34 | 17 | 16 | 1  | 63 | 28 | +35  | 50  | Primeira Divisão         |
| 2   | Belenenses             | 34 | 19 | 10 | 5  | 53 | 25 | +28  | 48  | Primeira Divisão         |
| 3   | Tirsense               | 34 | 16 | 13 | 5  | 31 | 14 | +17  | 45  | Primeira Divisão         |
| 4   | Rio Ave                | 34 | 16 | 7  | 11 | 47 | 30 | +17  | 39  |                          |
| 5   | Vitória de Setúbal     | 34 | 17 | 5  | 12 | 48 | 35 | +13  | 39  |                          |
| 6   | Académica de Coimbra   | 34 | 13 | 11 | 10 | 37 | 25 | +12  | 37  |                          |
| 7   | Leixões                | 34 | 12 | 11 | 11 | 31 | 26 | +5   | 35  |                          |
| 8   | União de Leiria        | 34 | 13 | 9  | 12 | 34 | 32 | +2   | 35  |                          |
| 9   | Desportivo das Aves    | 34 | 12 | 11 | 11 | 38 | 37 | +1   | 35  |                          |
| 10  | Louletano              | 34 | 14 | 6  | 14 | 41 | 42 | -1   | 34  |                          |
| 11  | Estrela da Amadora     | 34 | 10 | 13 | 11 | 30 | 35 | -5   | 33  |                          |
| 12  | Feirense               | 34 | 12 | 8  | 14 | 36 | 43 | -7   | 32  |                          |
| 13  | Ovarense               | 34 | 9  | 13 | 12 | 38 | 42 | -4   | 31  |                          |
| 14  | Nacional               | 34 | 6  | 13 | 15 | 26 | 42 | -16  | 25  |                          |
| 15  | Benfica Castelo Branco | 34 | 6  | 12 | 16 | 28 | 51 | -23  | 24  |                          |
| 16  | Portimonense           | 34 | 7  | 10 | 17 | 34 | 59 | -25  | 24  | II Divisão B             |
| 17  | Académico de Viseu     | 34 | 7  | 10 | 17 | 20 | 44 | -24  | 24  | II Divisão B             |
| 18  | Olhanense              | 34 | 6  | 10 | 18 | 20 | 45 | -25  | 22  | II Divisão B             |